# Mori (Klan)

Familienwappen der Mori

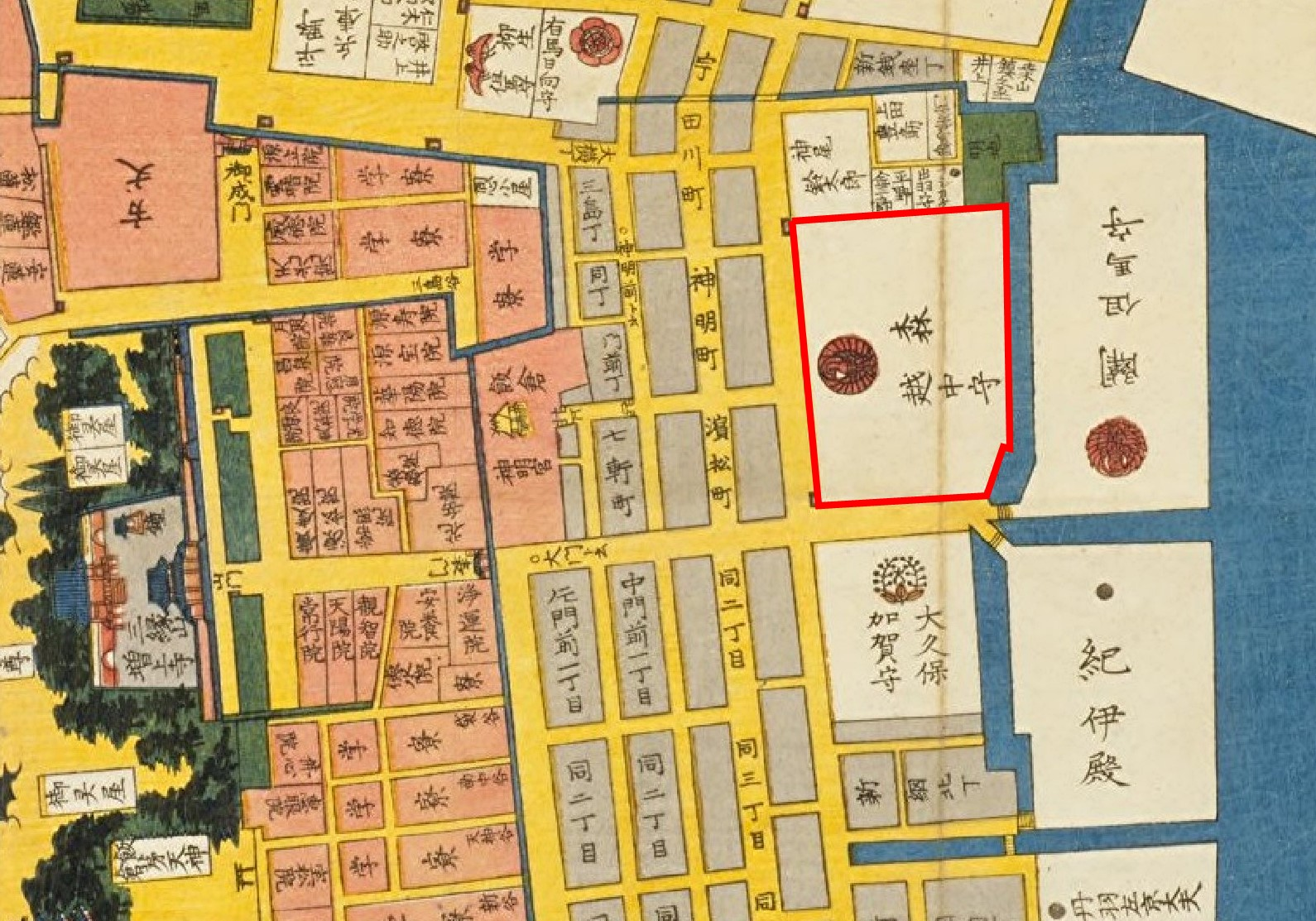
Residenz Mori in Edo

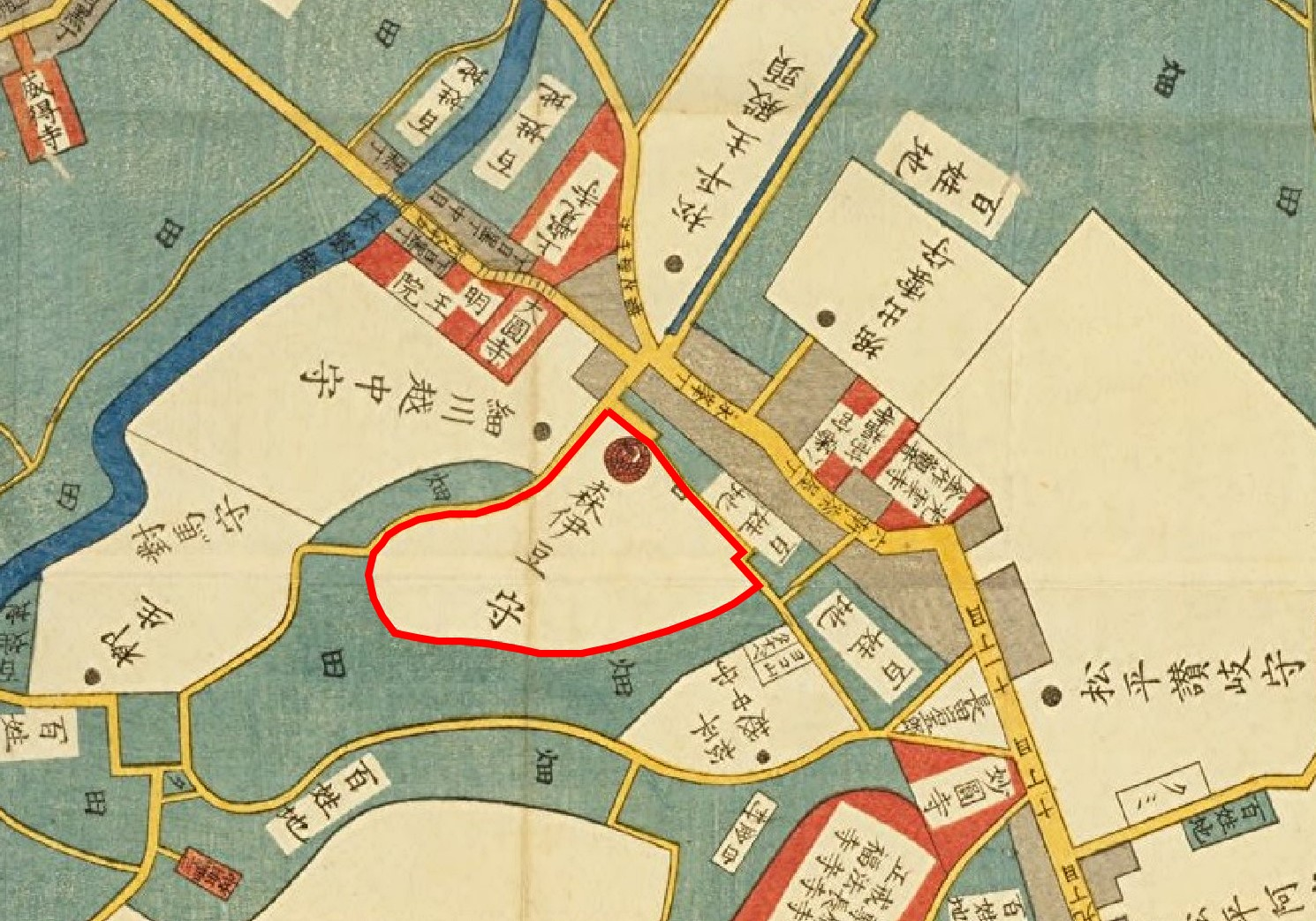
Residenz Mori in Edo

Die Mori (japanisch 森氏, Mori-shi) waren eine Familie des japanischen Schwertadels (Buke), die von Minamoto no Yoshitaka († 1150), abstammten, dem siebten Sohn von Yoshiie (Seiwa-Genji). Mit einem Einkommen von zuletzt 20.000 Koku gehörten die in Akō (Präfektur Hyōgo) residierenden Mori zu den kleineren Tozama-Daimyō der Edo-Zeit.

## Genealogie

### Hauptlinie
- Yoshinari (可成; 1523–1570), Sohn des Yoshiyuki, Echigo no kami, diente erst Saitō Toshimasa und dann Oda Nobunaga. Er fiel während der Kämpfe gegen Asai Nagamasa und Asakura Yoshikage.
- Nagayoshi (長可) oder Nagakazu (長一; 1558–1584) folgte seinem Vater als Fürst (Daimyō) von Kanayama (Provinz Mino). Er nahm an Nobunagas Kämpfen 1575 gegen die Bonzen von Nagashima (Provinz Ise) und 1582 gegen die Takeda teil. Nachdem die Takeda ausgelöscht waren, erhielt er einen Han in Shinano mit 100.000 Koku. Er fiel als einer der Generäle Toyotomi Hideyoshis in der Schlacht von Komaki und Nagakute.

- Tadamasa (可成; 1570–1634), jüngerer Bruder des Nagakazu, folgte auf ihn und residierte in Matsushiro (Shinano) mit 120.000 Koku. Er wurde 1603 nach Tsuyama (Mimasaka) versetzt mit 185.000 Koku und erhielt den Titel Mimasaka no kami. Ihm folgten:
  - Nagatsugu,
    - Nagatake,
      - Naganari, der 1697 ohne Nachkommen starb. Daraufhin wurde ein Verwandter, Tadatsugu, ausgewählt, den Namen zu übernehmen. Er wurde 1706 mit Akō (Provinz Harima) mit 20.000 Koku belehnt, wo seine Nachkommen bis zur Meiji-Restauration 1868 residierten.

Nach 1868 erhielten die Mori den Titel eines Vizegrafen.

### Nebenlinie
- -     - Nagatoshi (長俊), ein Bruder des Nagatake, begründete die Nebenlinie, die 1697 in Mikazuki (Provinz Harima) ein Festes Haus (jinya) anlegte und mit 15.000 koku Einkommen dort bis 1868 residierte.[3]
      - Naganori,
        - Toshiharu.

Nach 1868 erhielten die Mori auch dieses Zweiges den Titel eines Vizegrafen.